# Wurfschlacke

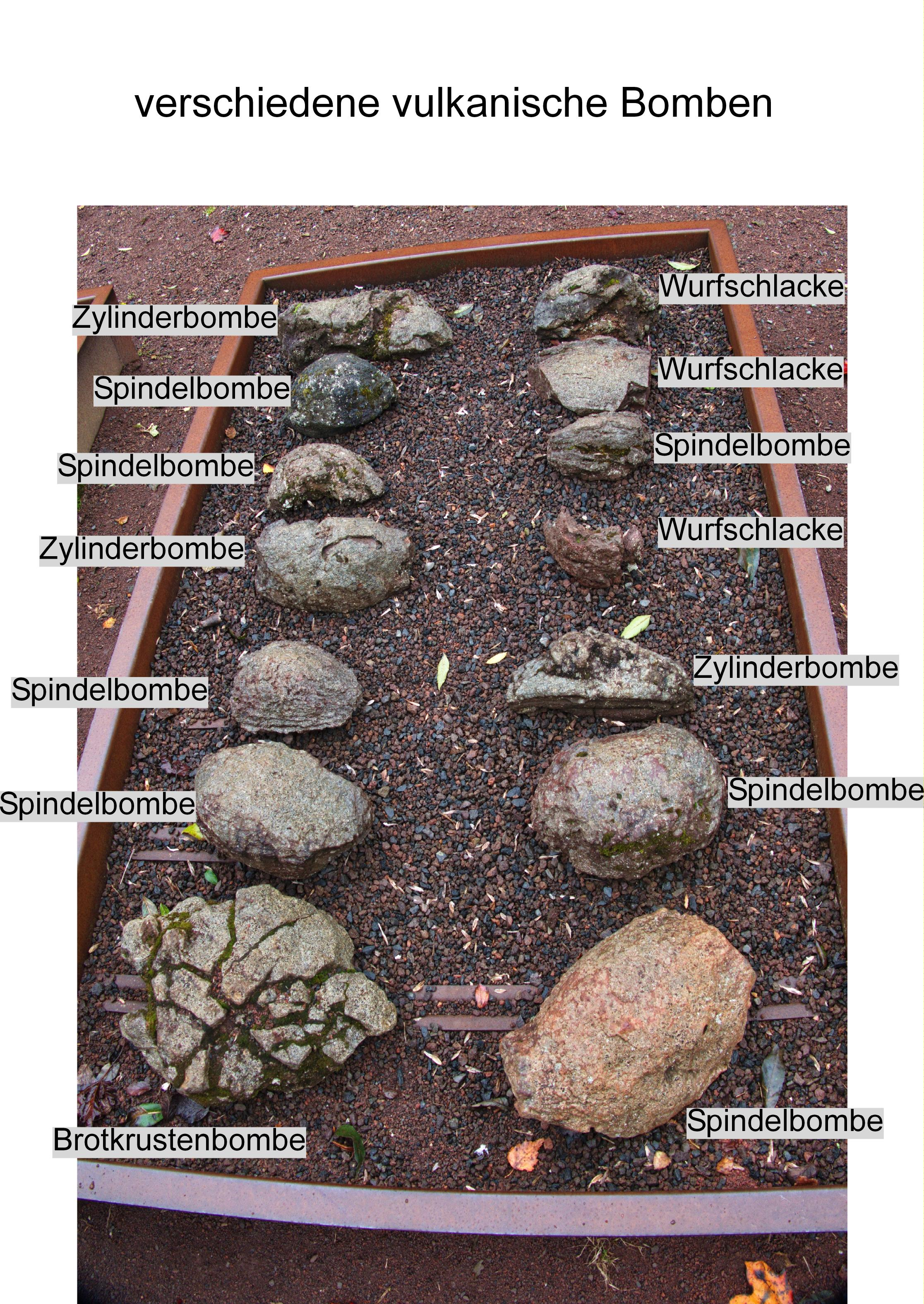
Unterschiedliche Formen vulkanischer Bomben ausgestellt in Strohn (Vulkaneifel). Rechts oben: Eckig-gerundete Wurfschlacken.

Wurfschlacke ist ein veralteter Ausdruck für eine pyroklastische Fallablagerung. Sie besteht aus Lavafetzen, die bereits im Förderschlot des Vulkans abkühlten und erstarrten.
In der neueren Terminologie der Pyroklasten bzw. der pyroklastischen Ablagerungen gehören Wurfschlacken zu den pyroklastischen Brekzien, die zu über 75 Prozent aus Blöcken bestehen. Blöcke haben eine eckige oder gerundet-eckige Form.